# RX Deutschland
RX Deutschland GmbH, vormals bekannt als „Reed Exhibitions“, ist ein in Düsseldorf ansässiges Tochterunternehmen der RELX Group. RX ist ein Veranstalter von Messen und Events und ist in 25 Ländern und 42 Branchen vertreten und richtet jährlich etwa 350 Veranstaltungen aus. Zum Messeportfolio von RX Deutschland gehören u. a. die Leitmessen FIBO, ALUMINIUM, Equitana, PSI und der Bar Convent Berlin.

## Geschichte
Von 2020 bis 2024 bildeten die regionalen Einheiten von RX in Österreich und Deutschland gemeinsam RX Austria & Germany. 

### Reed Exhibitions
Die Ursprünge des Unternehmens gehen auf Albert E. Reed aus Devon, England zurück, der in der Papierindustrie tätig war. 1894 legte er mit dem Kauf einer abgebrannten Papiermühle den Grundstein für sein eigenes Unternehmen. Diese Mühle spezialisierte sich auf die Herstellung von Zeitungspapier und einer ihrer größten Kunden war die britische Tageszeitung Daily Mirror. Im Laufe der Zeit erweiterte Reed sein Geschäft durch den Kauf weiterer Papierfabriken.
Nach dem Tod von Albert E. Reed im Jahr 1920 setzten seine Söhne die Expansion des Unternehmens fort. Sie erwarben und fusionierten mit Unternehmen aus den Bereichen Verpackung und Verlagswesen. In den 1980er Jahren diversifizierten sie Reed weiter in den Bereich des Messewesens.

### Reed Exhibitions in Österreich
1992 erwarb Reed, als standortunabhängiges Unternehmen, die „CONTACT Kongress- und Veranstaltungsdienst GesmbH“ inklusive der „System Standbau GmbH“ mit Standort in Salzburg, welche damals 20 Messethemen in Salzburg, Linz und Wien betreute. Im Jahr 1993 fusionierte das Unternehmen mit Elsevier NV, einem niederländischen Verlag, der auf wissenschaftliche Publikationen spezialisiert ist.
1997 erwarb die Reed Messe Salzburg die Messen Austrobau (heute bekannt als Bauen & Wohnen Salzburg), Interpädagogica und Publica von der Firma Präsenta. Im Dezember 2000 schloss Reed einen Vertrag mit der Stadt Wien und übernahm als Betreiber der Wiener Messe alle Messetitel, Ausstellungsrechte und Markenrechte für 22 Messen.
2015 erfolgte eine Umbenennung des Unternehmens in RELX Group. Reed Exhibitions, als weltweit zweitgrößter Veranstalter von Messen und Kongressen, ist ein Tochterunternehmen von RELX.
Im Jahr 2020 fusionierten die Geschäftseinheiten von Reed Exhibitions in Deutschland und Österreich zu RX Austria & Germany.

### Reed Exhibitions in Deutschland
Das Vorgängerunternehmen Blenheim wurde am 29. September 1988 in das deutsche Handelsregister eingetragen. Indem Blenheim die Messe PSI und das PSI Institut von dessen Gründer Walter Jung übernommen hat, wurde das heutige Messe-Portfolio begründet. 1990/1991 kamen die Equitana und die FIBO hinzu.
1997 fusionierte Blenheim mit Miller Freeman, der Messetochter des britischen Medienkonzerns United News & Media. Die Viscom wurde übernommen und die Messe ALUMINIUM eröffnet.
Reed Exhibitions übernahm im Jahre 2000 die Miller Freeman Group. Das Veranstaltungsportfolio wurde seitdem ausgeweitet.

### RX Austria & Germany
Im Jahr 2020 fusionierten die Geschäftseinheiten von Reed Exhibitions in Deutschland und in Österreich und treten seither als RX Austria & Germany auf. Zu RX Austria & Germany gehören RX Wien, RX Salzburg, RX Deutschland, Messe Wien Exhibition & Congress Center und STANDout.
Im November 2023 gab RX bekannt, sich vom österreichischen Messemarkt zurückzuziehen.

## Struktur
Das Mutterunternehmen RELX PLC ist ein in Amsterdam, London und New York börsennotiertes Unternehmen. Die RELX Group ist Eigentümerin aller operativ tätigen Tochterunternehmen und Konzerngesellschaften. Weltweit hat das Unternehmen Büros in über 40 Ländern und ist mit 33.000 Mitarbeitern in insgesamt mehr als 180 Ländern tätig.
Die Tochterunternehmen von RELX PLC umfassen die Marktsegmente „Wissenschaft, Technik, Medizin (Elsevier)“, „Messen (RX Global)“, „Risiko (LexisNexis Risk Solutions)“ und „Rechtsangelegenheiten (LexisNexis Legal & Professional)“.
RX Global ist ein Teil von RELX PLC, mit der Aufgabe, das kommerzielle Wachstum zu fördern. RX ist in 25 Ländern und 42 Branchen vertreten und richtet jährlich etwa 350 Veranstaltungen aus.

## Messen von RX Deutschland (Auswahl)
RX veranstaltet eine Vielzahl von Messen in Deutschland, darunter:
- PSI-Messe – Messe der Werbeartikelindustrie
- Equitana – Weltmesse des Pferdesportes
- FIBO – Messe für Fitness, Wellness und Gesundheit
- Aluminium-Messe – Weltmesse und Kongress
- Bar Convent Berlin – Messe für die Bar- und Getränkeindustrie